# Paulo Bernardo Silva

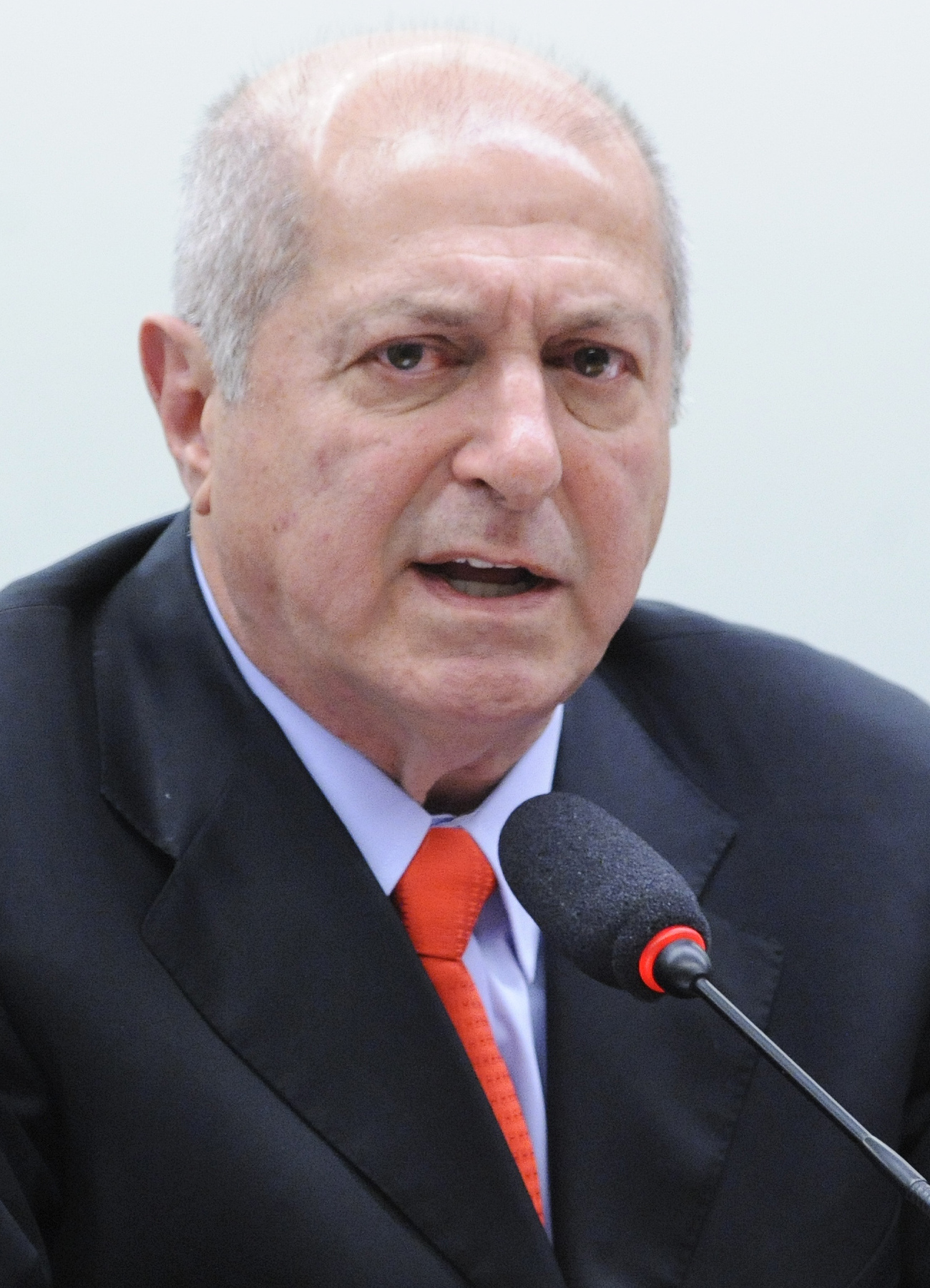
Paulo Bernardo

Paulo Bernardo Silva  (São Paulo, 10 de marzo de 1952) es un político brasileño, miembro del PT. (Partido dos Trabalhadores, en español, Partido de los Trabajadores).
Entró en la política por el sindicalismo como miembro del Consejo de Trabajadores del Banco de Paraná.
No se ha completado del grado en Geología de la Universidad de Brasilia.
Es conocido en su país por el cargo de Ministro de Comunicaciones del Gobierno Dilma.